# 祖大祥
祖大祥（1964年8月—），安徽南陵人，1994年11月加入中国共产党，1991年7月参加工作，中华人民共和国地方政治人物。

## 生平
1988年7月毕业于安徽师范大学，1991年7月于南开大学历史系中国古代史专业研究生毕业。历任天津市津南区委宣传部科员，津南区委宣传部理论教育科副科长、科长。1997年2月，任天津市津南区委研究室副主任。1999年4月，任天津市津南区委宣传部副部长。期间，2000年9月至2001年1月在天津市委党校培训一班学习。2002年5月，兼任天津市津南区文明办主任。2002年12月，任天津市津南区委组织部副部长（正处级）。2006年12月，任天津市津南区委常委、组织部部长、区直机关党委书记。2011年12月，任天津市津南区常务副区长。2013年8月，任西藏自治区昌都地委委员、行署常务副专员，天津市第七批援藏干部领队。2014年12月，昌都地区撤地设市，接任昌都市委常委、常务副市长。2018年1月，任中国国际贸易促进委员会天津市分会会长，中国国际商会天津商会会长。2020年9月，任天津市政协副秘书长（正局级）。